# Оладько, Анна Саввична
Анна Саввична Оладько (1902, Верлок, Киевская губерния — неизвестно, Радомышльский район) — украинская советская деятельница, звеньевая колхоза «Завет Ильича» Радомышльского района Житомирской области.

## Биография
Родилась в 1902 году в селе Верлок (ныне Радомышльского района Житомирской области) в бедной крестьянской семье. Образование начальное.
С 1924 года работала в колхозе.
С 1950 года — звеньевая колхоза «Завет Ильича» села Ленино (Ставки) Радомышльского района Житомирской области.
Избиралась депутатом Совета Союза Верховного Совета СССР 5-го и 6-го созывов от Малинского избирательного округа Житомирской области.
Член КПСС с 1959 года.
Потом на пенсии в Радомышльском районе Житомирской области.

## Награды
- орден Ленина (26.02.1958);
- другие ордена и медали.